# 川井藤左衛門
川井 藤左衛門（かわい とうざえもん）は、江戸時代中期の安房北条藩家老。藩財政再建のために手腕を奮ったが、苛烈な増徴を強行したことから農民一揆である万石騒動を招き、幕府の裁定により死罪に処された。

## 生涯
最初は紀伊で代官を務めていた。宝永5年（1708年）に北条藩主・屋代忠位の家臣となる。忠位から藩財政の再建のために全権を与えられ、上席家老兼相談役兼御用人に任命された。知行は150石であった。
川井は宝永6年（1709年）に北条陣屋に派遣された。川井は、元禄16年（1703年）の地震によって隆起した北条海岸に新田を開発（川井新田と呼ばれる）、灌漑用水路（滝川用水、川井堀）を開削して増産を図った。また鶴ヶ谷の保護林を伐採・売却したほか、酒屋・糀屋の運上金の取立てを行った。しかし、農繁期の労役や、苛酷な増徴策の強行は、1万石の北条藩領27か村の領民にとって負担の大きいものであった。

### 万石騒動
正徳元年（1711年）9月、川井が各村に割り当てた年貢量は、従来の2倍近いものであった。これに対して、農民600名が10月9日から10日間に渡って藩の陣屋に押し寄せて減免を求めた（門訴）。江戸屋敷に戻った川井の意を受けた部下は取り合わず、また川井は江戸屋敷に名主を呼び出して圧力を加え、首謀者を探った。600名の農民は江戸に出、11月2日に江戸屋敷にいる藩主への門訴をおこなった。川井はいったんは農民の要求を呑んだように装い、年貢減免の墨付を与えて農民たちを国許に帰した。川井は農民たちを追う形で北条陣屋に赴き、11月13日に名主を陣屋に呼び出して墨付の奪還を図り、6名を投獄。11月26日に捕らえた6名のうち3名を処刑するという弾圧に出た（あわせて農民に協力した地代官行貝弥五兵衛父子を処刑した）。
名主の投獄を受け、農民側は再び江戸で訴えを起こすことを決議、代表者が江戸に上り、11月20日に老中の秋元喬知に駕籠訴（直訴・越訴）を行ったが却下された。12月4日には老中阿部正喬への駕籠訴が決行された結果、幕府は訴えを取り上げて審理が行われることになった。12月25日、評定所は農民の訴えをほぼ認め、川井は投獄された。
正徳2年（1712年）7月22日に幕府の裁断が下され、北条藩屋代家は改易となり、川井は息子の定八と共に死罪に処された。